# 脇坂安宅
脇坂 安宅（わきさか やすおり）は、江戸時代後期の大名・老中。播磨国龍野藩9代藩主。官位は従四位下侍従、中務大輔。龍野藩脇坂家11代。

## 生涯
文化6年（1809年）、龍野藩8代藩主・脇坂安董の長男として誕生。
当初は正室の子だった次弟・安坦が世嗣となり安宅は部屋住みのままだったが、天保9年（1839年）に安坦が早世したため、31歳にして嫡子となった。天保12年（1841年）、父の死により家督を継いだ。
脇坂氏は父の功績もあり、正式な譜代大名となっていたが、安宅も襲封後、寺社奉行、京都所司代、老中と順当に昇役した。京都所司代時代には京都御所炎上の大火があり、その復旧に功績があって、孝明天皇より茶室を拝領する。また、所司代のかたわら、龍野の名産のうすくち醤油の販路拡大を近畿圏で手広く行った。
安政4年（1857年）には老中に欠員が生じたため老中に上げられ、外国掛を担当する。アメリカ合衆国との日米修好通商条約締結について朝廷の了解を得るために上洛するが、朝廷は脇坂の説明に納得せず承諾しなかった。この際、武家伝奏の東坊城聡長に対し、アメリカ全権使節のタウンゼント・ハリス領事は「いやらしき者」「下品」であると伝えており、これが朝廷の外国観に影響した可能性が指摘されている。翌・安政5年（1858年）の条約調印では、脇坂は「大日本帝國外国事務老中」の肩書きで署名している。桜田門外の変で大老・井伊直弼が暗殺されると、井伊時代に閣内にいた老中達は順次幕閣を去り、安宅も文久元年（1861年）に辞任し、翌文久2年（1862年）に隠居した。実子・安煕は幼少のため、家督は養子・安斐が継いだ。
しかし、この年に安宅再勤の内命が出され、隠居ながら再び老中になる。安宅は薩摩藩とは姻戚であり、それによる起用とも言われる。勅旨大原重徳が島津久光と共に江戸に下向した際、同職の板倉勝静と共に薩摩藩邸に出向いて応接し、一橋慶喜を将軍後見職に、松平春嶽を大老にする旨を重徳に確約している。9月辞任、12月には老中在職時代の不手際により蟄居を命じられる。
明治7年（1874年）、死去。享年65。

## 年譜
- 文化6年（1809年）、江戸の龍野藩邸で生誕。
- 天保12年（1841年）、藩主襲封
- 弘化2年（1845年）、寺社奉行
- 嘉永4年（1851年）、京都所司代
- 安政4年（1857年）8月、老中
- 文久元年（1861年）11月、老中辞任
- 文久2年（1862年）
  - 4月、隠居
  - 5月、老中再勤
  - 9月、辞任
- 明治7年（1874年）、死去。享年65。

## 系譜
- 父：脇坂安董（1768-1841）
- 母：不詳
- 正室：毛利元義娘
- 生母不明の子女
  - 五男：脇坂安煕
  - 女子：脇坂安足室
- 養子
  - 男子：脇坂安斐（1840-1908） - 藤堂高猷の四男

## 登場作品
テレビドラマ
- 『徳川慶喜』（1998年、NHK大河ドラマ、演：佐々木功）
- 『篤姫』（2008年、NHK大河ドラマ、演：櫻木健一）
- 『青天を衝け』（2021年、HNK大河ドラマ、演：仗桐安）